# Jean II d'Alexandrie
Pour les articles homonymes, voir Jean II.
Jean II (pour le patriarcat orthodoxe d'Alexandrie) ou Jean Ier (pour l'Église copte orthodoxe) d'Alexandrie fut patriarche d'Alexandrie monophysite de 496 au 29 mars 505.